# Acaenasuchus
Acaenasuchus é um gênero extinto da ordem Aetosauria, endêmico da região que hoje é conhecida como Arizona nos Estados Unidos durante o Triássico Superior, especificamente durante os estágios do Carniano e Noriano.
Foi um aetossauro fortemente blindado com espinhos em suas costas.

## Etimologia
Seu nome científico significa "crocodilo com chifre", tem origem grega onde "akaina" significa chifre, e "suchus" crocodilo.

## Taxonomia
Acaenasuchus foi nomeado por Long e Murry (1995). A espécie-tipo é Acaenasuchus geoffreyi. Foi sugerido como um sinônimo de Desmatosuchus por Heckert e Lucas (2002). Foi atribuído à família Stagonolepididae por Irmis (2005) e à subfamília Desmatosuchinae por Parker (2007).